# Сум-купон
Сум-купон — грошова одиниця Узбекистану. Додаткові тимчасові грошові знаки — «суми», зразка 1992 року, (сум-купони) були введені з 15 листопада 1993 року в Республіці Узбекистан Постановою Кабінету Міністрів від 12 листопада 1993 року № 550 «Про введення в дію на території Республіки Узбекистан „сум-купонів“ як паралельного платіжного засобу». Метою введення був захист внутрішнього ринку від надлишкової рублевої маси, а також забезпечення своєчасної виплати грошових коштів населенню. На території Узбекистану сум-купони використовувалися як паралельний платіжний засіб з рублем зразка 1961—1992 років у співвідношенні 1:1. Одночасно, з 22 листопада 1993 року скасовано дію карток із одноразовими купонами, введеними раніше для захисту споживчого ринку. Банкноти зразка 1992 року були надруковані в Англії на друкарні «Harrison & Sons Ltd».
З 1 липня 1994 року Указом Президента Узбекистану № УП-870 від 16 червня 1994 року «Про введення в обіг національної валюти Республіки Узбекистан», згідно з постановою Верховної Ради Республіки Узбекистан від 3 вересня 1993 року № 952-XII як національну валюту запроваджено в обіг сум, тож випуск сум-купонів був припинений. Однак до 1 серпня 1994 року вони приймалися для усіх видів платежів без обмежень, у співвідношенні 1000 сум-купонів = 1 сум. З 1 серпня 1994 року сум-купони повністю виведені з обігу.

## Банкноти
На лицьовій стороні всіх купюр — зображення герба Республіки Узбекистан, на звороті — медресе Шердор з площі Регістан. Водяні знаки: повторюваний квітковий орнамент на банкнотах від 1 до 25 сумів і велика деталізована квітка бавовни на банкнотах від 50 до 10 000 сумів.
Номінали банкнот сум-купонів повністю дублювали номінали рублевих купюр зразка 1961—1992 років.
Номери банкнот виду AB 12345678 (1 — 500 сумів) або AB 1234567 (500 — 10 000 сумів), розташовані на лицьовій стороні під зображенням Державного герба.
Введені в обіг 15 листопада 1993 року, виведені — 1 серпня 1994.
| Изображение                                  | Изображение      | Номинал (сумов) | Размеры (мм) | Основные цвета        | Водяной знак       |
| Лицьова сторона                              | Зворотна сторона | Номинал (сумов) | Размеры (мм) | Основные цвета        | Водяной знак       |
| -------------------------------------------- | ---------------- | --------------- | ------------ | --------------------- | ------------------ |
|                                              |                  | 1               | 120×61       | синій сірий           | квітковий орнамент |
|                                              |                  | 3               | 120×61       | зелений               | квітковий орнамент |
|                                              |                  | 5               | 120×61       | фіолетовий            | квітковий орнамент |
|                                              |                  | 10              | 120×61       | червоний              | квітковий орнамент |
|                                              |                  | 25              | 120×61       | бірюзовий             | квітковий орнамент |
|                                              |                  | 50              | 144×69       | рожевий               | квітка бавовни     |
|                                              |                  | 100             | 144×69       | чорний блакитний      | квітка бавовни     |
|                                              |                  | 200             | 144×69       | бузковий              | квітка бавовни     |
|                                              |                  | 500             | 144×69       | жовто-гарячий         | квітка бавовни     |
|                                              |                  | 1000            | 144×69       | коричневий            | квітка бавовни     |
|                                              |                  | 5000            | 144×69       | синій                 | квітка бавовни     |
|                                              |                  | 10 000          | 144×69       | червоно- помаранчевий | квітка бавовни     |
| Масштаб зображень — 1,0 пікселя на миліметр. |                  |                 |              |                       |                    |